# Davis Knoll
Davis Knoll är en kulle i Antarktis. Den ligger i Östantarktis. Australien gör anspråk på området. Toppen på Davis Knoll är 2 209 meter över havet.
Terrängen runt Davis Knoll är huvudsakligen lite kuperad. Trakten är obefolkad. 